# Raymond Frogner
Raymond Frogner, né à Port Alberni, en Colombie-Britannique, est un archiviste canadien dont le travail porte principalement sur la relation entre les archives et les communautés des Premières nations du Canada.

## Biographie
Raymond Frogner est né à Port Alberni, en Colombie-Britannique. Il obtient une maîtrise en histoire à l'Université de Victoria en 1991 et une maîtrise en archivistique à l'Université de la Colombie-Britannique en 1999. Après avoir travaillé pour plusieurs centres d'archives gouvernementaux et universitaires de l'ouest canadien, notamment pour les provinces de l'Alberta et de la Colombie-Britannique, il devient archiviste pour le Musée royal de la Colombie-Britannique de 2011 à 2016. Il a aussi été conseiller spécial aux affaires autochtones pour le Conseil canadien des archives.  
Depuis 2016, il est directeur des archives pour le Centre national pour la vérité et la réconciliation (CNVR), une division de l'Université du Manitoba, où il s'emploie à préserver et diffuser les documents ayant une valeur identitaire et historique pour les peuples autochtones du Canada. Raymond Frogner est aussi membre du Groupe d'experts sur les affaires autochtones du Conseil international des archives.

## Contribution intellectuelle
En tant qu'archiviste, Raymond Frogner travaille sur une approche post-coloniale des archives, en s'employant à redéfinir le rôle de l'archiviste dans l'évaluation, la description et la diffusion des documents liés aux communautés des Premières Nations du Canada. Il considère l'archiviste comme un réconciliateur, qui peut, par son travail, contribuer à la bonne entente entre les différentes instances impliquées dans la création des archives. Considérant que le processus de création d'archives est complexe , Frogner insiste sur la création de normes et barèmes régularisés concernant la création des archives orales, courantes chez les communautés autochtones, mais historiquement considérées comme étant moins fiables que les archives écrites. Il étudie comment documenter la tradition orale et les us et coutumes autochtones dans une approche non-coloniale et respectueuse.  
Frogner réfléchit à redéfinir plusieurs étapes du traitement des archives historiques, incluant l'évaluation de la valeur documentaire et la définition des documents, avec une meilleure approche dans le choix des termes utilisés. Il milite pour une meilleure mise en contexte des documents, incluant leur passé coloniaux et leur préjugés afférents. Il remet en question le principe de provenance de l'archivistique traditionnel,, et développe le concept de cocréation, qui implique à la fois le producteur du document et les individus auquel il fait allusion. Il développe l'importance des données liées dans le contexte archivistique post-colonial, où l'utilisation d'hyperlien pourrait mieux représenter les différentes dynamiques entre les individus, communautés et instances impliquée dans les archives, avec le concept de provenance partagée,.  
Frogner publie plusieurs articles dans lequel il déplore la gestion fautive et les manigances dans le processus de conservation des archives autochtones par le Canada au XIXe siècle, particulièrement lors de la création de traités entre le gouvernement fédéral et les communautés autochtones. Il développe notamment les concept de jurisprudence aborigène, et de détention archivistique, pour rendre aux communautés autochtones les archives qui leur sont liées.   
Par le biais du CNVR, Raymond Frogner publie en 2019 deux registres, l'un privé et l'autre public, sur l'identification des enfants décédés dans les pensionnats autochtones du Canada. Le registre public est disponible en ligne et permet de chercher par nom d'enfant ou par nom d'école. Les informations contenues sont à caractère sensible, et le site met l'accent sur le respect des familles et la confidentialité des informations, notamment dans le registre privé. Le projet s'est fait en collaboration avec les communautés autochtones,. 

## Publications

### Articles de revue
- 2010 : « Innocent Legal Fictions: Archival Convention and the North Saanich Treaty of 1852 », Archivaria, p. 45‑94.
- 2015 : « Lord, Save Us from the Et Cetera of the Notary: Archival Appraisal, Local Custom, and Colonial Law », Archivaria, p. 121‑158.
- 2019 : avec D. Foisy-Geoffroy, Qui sont ces enfants perdus ? Origine et conception du registre des noms des enfants autochtones décédés dans le système des pensionnats du Canada, selon le Centre national pour la vérité et réconciliation, in Archives, 48(2), p. 149-159.

### Chapitre de livre
- 2020 : « Hang onto these words ». Dans D. Wallace et al. (dir.), Archives, Recordkeeping, and Social Justice, Routledge, p. 89-104.

## Distinctions
En 2011, Raymond Frogner obtient le prix Alan D. Ridge de la Société d'archives de l'Alberta, qui reconnaît l'excellence de la contribution dans le domaine de l'archivistique, pour son article Innocent Legal Fictions: Archival Convention and the North Saanich Treaty of 1852. 
Il est deux fois lauréat du prix W. Kaye Lamb de la revue Archivaria, qui récompense le meilleur article de l'année. Il le gagne une première fois en 2011 pour son article Innocent Legal Fictions: Archival Convention and the North Saanich Treaty of 1852 et une seconde en 2016 pour son article Lord Save Us from the Et Cetera of the Notary: Archival Appraisal, Local Custom, and Colonial Law. 
En 2020, il obtient le prix ACA Fellows en reconnaissance de son implication auprès de l'Association canadienne des archivistes et pour la communauté archivistique du Canada.